# ヒンドゥトヴァ
ヒンドゥトヴァ（ヒンディー語: हिन्दुत्व, 英語: Hindutva）はヒンドゥー・ナショナリズムの核となる概念。ヴィナーヤク・ダーモーダル・サーヴァルカルが1923年に刊行したパンフレット『Hindutva: Who Is a Hindu?』で明らかにした。英語では「Hinduness」（ヒンドゥー性）とも表現される。なお日本語表記には ヒンドゥトゥヴァ、ヒンドゥトゥワ、ヒンドゥットゥヴァ などと揺れがみられるほか、ヒンドゥー・ナショナリズムと共に ヒンドゥー至上主義 とされる場合もある。

## 概念
その概念は次のようなものである。
- 文化的ナショナリズム（Cultural nationalism、インドの一体性を強調する）
- 脱植民地化（Decolonization、ムスリムとキリスト教徒による植民地化に反対する
  - この立場によるとヒンドゥー教だけでなく、インド発祥の宗教であるシク教、仏教、ジャイナ教、アイヤーヴァリ（南インドの一神教）は排除されない。
- 社会正義（カースト差別や不可触民制度に反対する[2][3]）
- 統一民法（Uniform Civil Code）の制定[4]
  - これは州に統一民法を努力目標と位置づけさせ、宗教コミュニティ別の民法典制定を容認するインド憲法第44条の改正を求めるもので、ムスリム[5] 、政党ではムスリム有権者を票田とすることが多いインド国民会議派、インド共産党マルクス主義派など[6]に反対されている。具体例としてはシャリーアの影響を受けたムスリムの離婚に関する法律に反対する[7]。
- ヒンドゥー教徒の権益擁護（Protection of Hindu interests、特にジャンムー・カシミール州のヒンドゥー教徒[8]に対する民族浄化に反対[9]する）

## 団体・政党など
ヒンドゥトヴァを掲げる最大の団体は民族義勇団（RSS）であり、最大の政党はインド人民党（BJP）である。これらの諸団体をサン・パリヴァール（संघ परिवार, 英訳はFamily of Associations で「諸団体の一家」といった意味）と呼ぶ。またシヴ・セーナーはサン・パリヴァールの一員ではないが、インド人民党との選挙協力を通じて密接な関係を保っている。シク教の宗教政党であるアカリ・ダル（SAD）との関係にも似た点がある。

## 備考・出典
1. ↑  間 2024、184頁
2. ↑  M. G. Chitkara 2004, Rashtriya Swayamsevak Sangh, Published by APH Publishing,  ISBN 81-7648-465-2, ISBN 978-81-7648-465-7 (Quoting Late RSS leader Balasaheb Deoras "If untouchability is not a sin, nothing is a sin").
3. ↑  Organize under Dalit leadership: RSS 「ザ・タイムズ・オブ・インディア」の記事
4. ↑  BJP leader, Rajnath Singh demanding Uniform Civil Code
5. ↑  http://www.expressindia.com/news/fullstory.php?newsid=23591
6. ↑  Uniform civil code will divide the country on communal lines: Congress
7. ↑  Shah Bano Case
8. ↑  en:Kashmiri Pandit（カシミールに所在するバラモンのコミュニティ）を参照。
9. ↑  en:Wandhama massacre（1998年にワンダーマで発生した虐殺事件）を参照。
10. ↑  SAD-BJP Alliance helped bridge Hindu Sikh gap Archived 2007年9月29日, at the Wayback Machine. Indian Express